# Bahnhof Baar

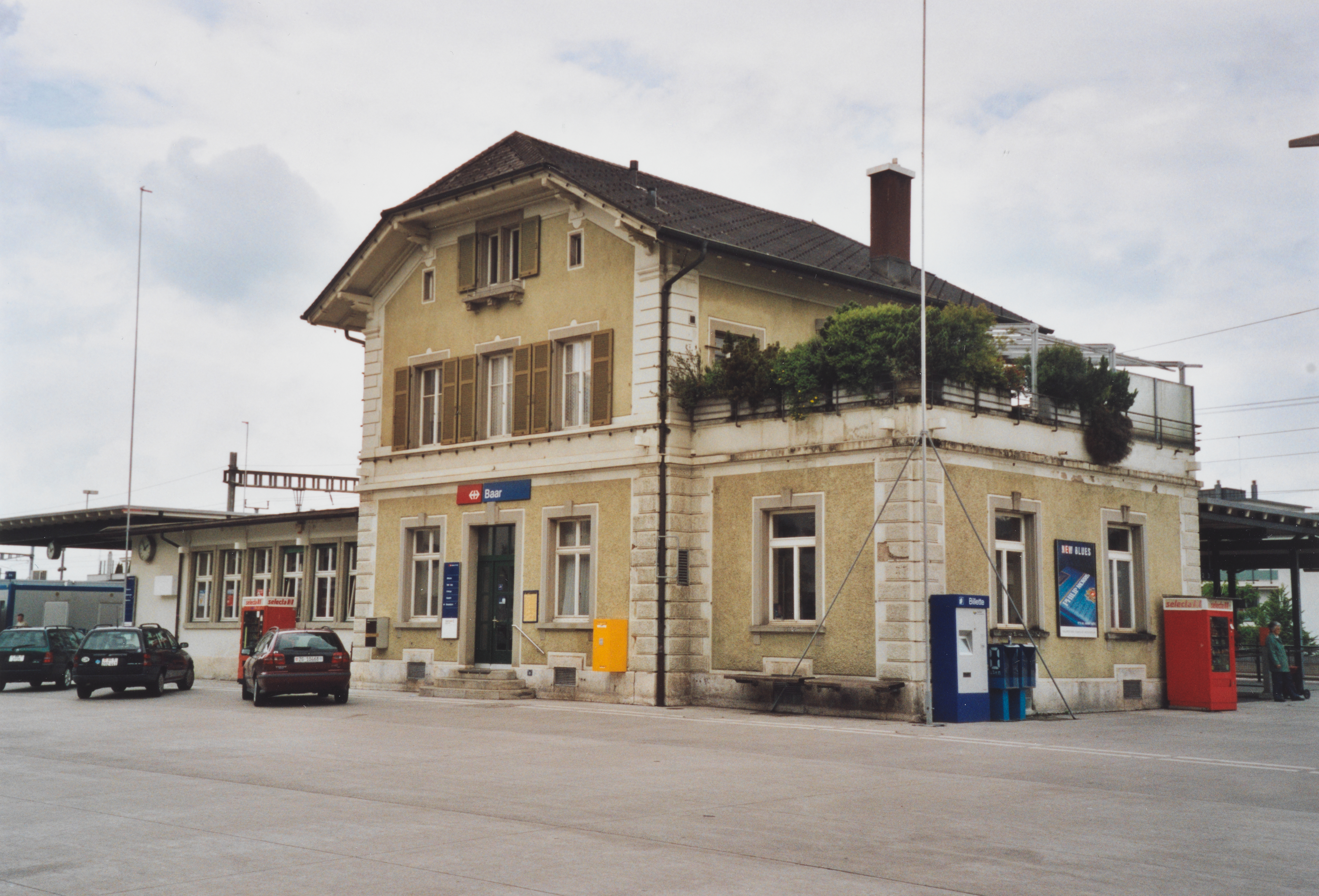
Bahnhofsgebäude Strassenseite 2005

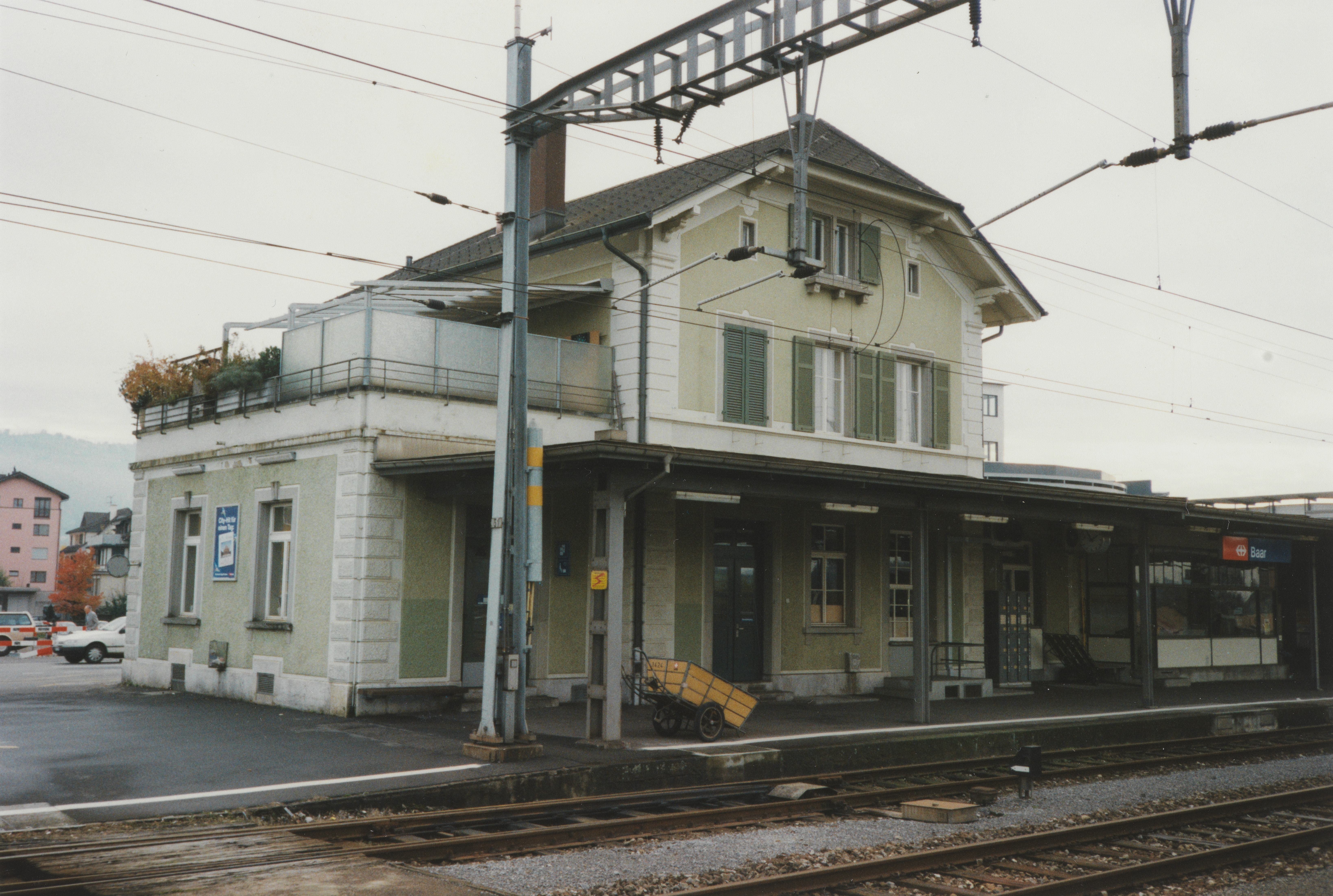
Bahnhofsgebäude Bahnseite 1997

Der Bahnhof Baar ist der grösste Bahnhof der Zuger Gemeinde Baar. Er wird von Fern- und Regionalverkehrszügen bedient.

## Geschichte
Der Bahnhof Baar wurde am 31. Mai 1897 als Teil der Bahnstrecke Thalwil–Zug der Schweizerischen Nordostbahn eröffnet. 1913 kam noch eine Haltestelle der Elektrischen Strassenbahn des Kantons Zug (ESZ) hinzu. Der Güterumschlag des Ägeritals und von Menzingen wurde von nun an in Baar ausgeführt.
1931 wurde der erste Bahnhof umgebaut. Nebst einer Personenunterführung wurden auch die Bahnanlagen ausgeweitet und ein Mittelbahnsteig geschaffen. Dies geschah im Zuge des Doppelspurausbaus zwischen dem Bahnhof Zug und Baar, der 1980 bis zur Dienststation Litti vor dem Zimmerbergtunnel ausgeweitet wurde.
1953 wurde die ESZ eingestellt, und der Güterumschlag ging neu im Güterbahnhof Zug über die Bühne. 1982 wurde der Taktfahrplan eingeführt und die Station stündlich mit einem Zugspaar Zug–Zürich HB bedient, welches ab 1990 als S1 der S-Bahn Zürich figurierte.
Ab 2002 erlebte der Bahnhof ein neues Zeitalter: Der alte Bahnhofplatz wich einem neuen mit drei Busstationen für die Anbindungen ans Umland. Ab Dezember 2004 bedienten im Zuge der Einführung der Stadtbahn Zug insgesamt fünf neue Zugpaare den Bahnhof Baar, und die Bahnhofsanlagen wurden abermals umgebaut. Der Durchgangsverkehr hält neu am Gleis 3 (Richtung Zürich) bzw. am Gleis 1 (Richtung Zug). Das Gleis 2 wurde zu einem Stumpfgleis umgebaut und diente von nun an ausschliesslich der Stadtbahn Zug. Gleichzeitig wurde der Bahnhof mit dem stündlich verkehrenden InterRegio Luzern–Zug–Zürich HB erstmals von Fernverkehrszügen bedient. Im Juli 2006 begann mit dem Abbruch des alten Gebäudes der Bau des neuen Bahnhofsgebäudes in Baar. Bis 2008 wurde ein dreigeschossiger Flachdachbau mit roter Fassade verwirklicht. Der Entwurf stammte vom Architekturbüro Gigon/Guyer. 30 Millionen Franken der Baukosten wurden von der Pensionskasse der Migros, welche das Grundstück im Juni 2006 erworben hatte, beigesteuert, 4 Millionen Franken von den SBB. Nebst dem SBB-Reisebüro umfasst das Gebäude noch einige Geschäftsräume, in denen unter anderem ein Geschäft für Damenmode und ein Coiffeursalon untergebracht sind.

## Verkehr

### Fernverkehr
- 75 Luzern – Zürich HB – Konstanz  BZ RZ (stündlich)
- Zürich HB – Zug – Rotkreuz – Luzern (Nachtlinie am Wochenende, zugschlagpflichtig)

### Regionalverkehr
Stadtbahn Zug
- S 1 Baar – Zug – Rotkreuz (– Luzern – Sursee) (viertelstündlich bis Rotkreuz, halbstündlich bis Luzern)

S-Bahn Zürich
- S 24 Thayngen – Schaffhausen/Weinfelden – Winterthur – Zürich Flughafen – Zürich HB – Thalwil – Horgen Oberdorf – Zug

## Zukunft
- Im Zuge der 2. Teilergänzung der Stadtbahn Zug, in der die S2 bis Baar Lindenpark verlängert wurde, stand auch die Verlängerung bis Baar zur Diskussion. Dafür ist jedoch eine Verlängerung des dritten Gleises von Baar Lindenpark bis zum Bahnhof Baar und die Errichtung einer vierten Perronkante in Baar notwendig. Aufgrund der hohen Kosten wurde diese Massnahme zurückgestellt, ist aber mittelfristig geplant.[4]

- Die SBB planen nach nur zwei Jahren die Schliessung des Reisezentrums, da sie in 100 bis 150 mittelgrossen Bahnhöfen die Bedienung streichen wollen.[5]
- Auf der nördlichen Seite wurde beim Umbau etwas Raum gelassen, um bei allfällig notwendigen Kapazitätserhöhungen ein viertes Gleis mit Bahnsteig erstellen zu können.